# Taula de Santa Úrsula
La Taula de Santa Úrsula és una pintura a l'oli i tremp sobre taula obra de Joan de Borgunya de 1520. Procedeix de l'església de Santa Maria de les Olives, prop de Sant Esteve de Guialbes (Pla de l'Estany) i actualment s'exposa a la sala 12 del Museu d'Art de Girona.

## Origen
Taula central, l'única preservada, del retaule de Santa Úrsula i les Onze Mil Verges, destruït el 1936 a l'església de Santa Maria de les Olives, prop de Sant Esteve de Guialbes (Pla de l'Estany). En origen, el retaule s'encarregà al pintor Joan de Borgunya (o Borgonya, segons la documentació consultada), el 3 d'octubre de 1520.
Consta que l'artista havia enllestit el seu treball abans del 30 de maig de 1525, data de la liquidació dels 400 ducats d'or estipulats en el contracte. No se sap el moment del trasllat: potser ja tingué lloc poc després del 1592, quan l'antic priorat canonical de Santa Maria de les Olives quedà secularitzat i agregat a la canònica de la seu de Girona, o potser no es realitzà fins al s.XVIII, quan l'església de Santa Maria esdevingué centre de romiatges i fou reedificada.

## Composició
La taula representa Santa Úrsula dempeus, identificada amb atributs -la diadema reial, el llibre, i la sageta del martiri- i allotjada sota un arc marmori d'acusada profunditat que en retalla la figura contra un fons de cel. La composició frontal i absolutament centrada de la santa s'ha de relacionar amb la seva funció de presidir el conjunt del retaule des de la fornícula central, però també respon a la voluntat de Joan de Borgonya d'augmentar l'efecte "escultòric" de la imatge titular. Això explica igualment la solució tan plàstica del clarobscur de la figura -com les ombres de la mà i sobretot de la sageta, projectades sobre el mantell, o com l'ombra del cos projectada a la paret interior de l'arcada-, i fins i tot justifica el mateix recurs de l'artista d'incloure la santa dintre d'una "segona fornícula" pintada, un arc llis i d'arestes vives d'intens il·lusionisme.
L'esmentada centralitat implica un punt situat en un horitzó massa alt per a les condicions reals de visió dels eventuals observadors, i no serveix de centre per a cap més de les altres deu pintures del retaule, ara conegudes només per fotografies. Així i tot, malgrat el seu mateix retaule de Sant Feliu de Girona (1518-1520) -exposat al Museu d'Art de Girona-, el de Santa Úrsula significava un canvi formidable, una nova etapa de progrés, en la maduresa espacial i compositiva de l'artista, tal vegada precipitada pels seus contactes amb l'italianitzat pintor Pedro Fernández -que aleshores treballava en el retaule de santa Helena (1519-1521), també per a la catedral de Girona.

## Un estil de transició
L'impacte de la pintura de Fernández semblava versemblant, si més no perquè fins a aquell moment Joan de Borgonya no havia manifestat una receptivitat tan decidida envers la nova racionalització espacial de les representacions, malgrat la seva provada familiaritat amb les estampes de Dürer o de Rafael / Raimondi, i malgrat les seves probables experiències amb l'art italià, tant directes com a través de la pintura valenciana dels "Ferrandos", entre d'altres.
En comptes d'evolucionar en el sentit de l'estil del retaule de Santa Helena, tan impregnat d'aquella cultura artística d'arrel llombarda, Joan Borgonya sembla interpretar els trets renaixentistes, i en particular la idea de la inserció de les figures en espais coherents i proporcionats, més aviat segons la manera nòrdica de la seva formació artística d'origen -com en un retorn a les mateixes fonts, com si la modernització li fes rebrotar amb més força vells esquemes latents.

## Influències i afinitats
Les profundes arrels septentrionals de l'art de Joan de Borgonya, a despit de l'aiguabarreig de tradicions en què es mogué, són molt evidents i s'han destacat sovint. Ara bé, més que no pas als Països Baixos, sembla que caldria cercar-les a llevant del seu Estrasburg natal, en la regió austro-bavaresa del Danubi on havia tingut més seguidors l'obra de Michael Pacher (mort el 1498). La vibrant integració espacial de les sis escenes de la llegenda d'Úrsula de Colònia, o la concepció pictoricista i fragmentada de l'escenari arquitectònic dels quatre Profetes dels cossos laterals -no obstant l'accentuada orientació de les ortogonals cap a l'interior del retaule, resultat de situar intencionadament els punts de fuga en el marge interior de cada quadre, amb horitzó molt baix per als quadres superiors i molt alt per als inferiors, potser imitant en això les arquitectures pintades a les polseres laterals del retaule de santa Helena- recorden comportaments gràfics italianitzats d'artistes alemanys contemporanis de Joan de Borgonya. En particular, evoquen aspectes de la manera d'Albrecht Altdorfer (c.1480-1538), o, més exactament, d'aquella derivació de les premisses pictòriques de Pacher que s'ha anomenat Donaustil o "estil danubià", l'exponent més destacat del qual fou precisament Altdorfer.
Fins i tot l'atàvica despreocupació de Joan de Borgonya pels problemes d'estructura i la seva concentració en valors i efectes de superfície, un cop moderades per l'estil italià d'una correcta integració espacial com en el retaule de santa Úrsula, augmenten les seves afinitats amb l'estil d'artistes danubians també influïts per italianismes.